# Zkumavková aglutinace
Zkumavková aglutinace (nebo pomalá zkumavková aglutinace) je imunodiagnostická metoda určená ke zjištění protilátek proti některým infekčním agens. Metoda se provádí ve zkumavkách v koncentrační řadě a trvá obvykle několik hodin. Je založena na principu vazby specifických protilátek a antigenu za vzniku aglutinátu. To se projeví zakalením či vyvločkováním roztoku. Test se používá k diagnostice např. brucelózy, tularémie, listeriózy, salmonelózy. 